# Elektrodialyse

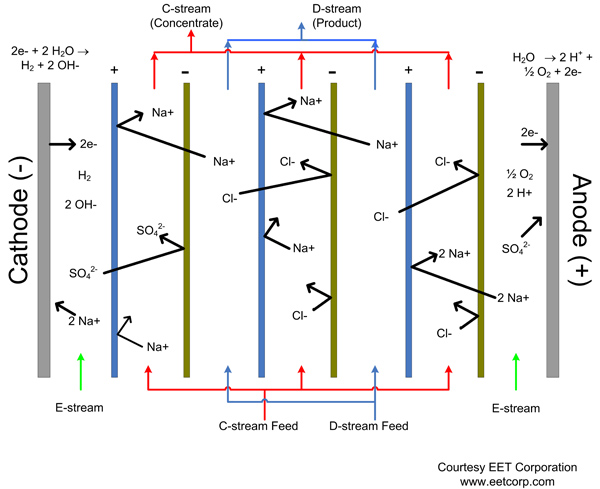
Principe van elektrodialyse

Elektrodialyse is een elektrochemisch proces om met behulp van een elektrisch spanningsveld en semi-permeabele membranen opgeloste producten uit de oplossing af te zonderen.
Elektrodialyse en omgekeerde osmose maken beide gebruik van semi-permeabele membranen en hebben vergelijkbare toepassingen. Het scheidingsprincipe is echter verschillend. Bij omgekeerde osmose wordt water door het membraan geperst. Hierdoor blijven de zouten en andere opgeloste producten achter en bekomt men zuiver water de andere kant van het membraan. Bij elektrodialyse worden zouten aangetrokken door een opgelegde gelijkstroom. Deze zouten worden dan selectief door membranen geleid waardoor het water en ongeladen opgeloste materialen overblijven.
Omgekeerde elektrodialyse is het omgekeerde proces waarbij in plaats van met gelijkstroom het verschil in zoutconcentratie te verhogen juist met een  verschil in zoutconcentratie (zoals door het mengen van zoet en zout water) middels ion-selectieve membranen gelijkstroom wordt opgewekt.